# レーゲンスブルク

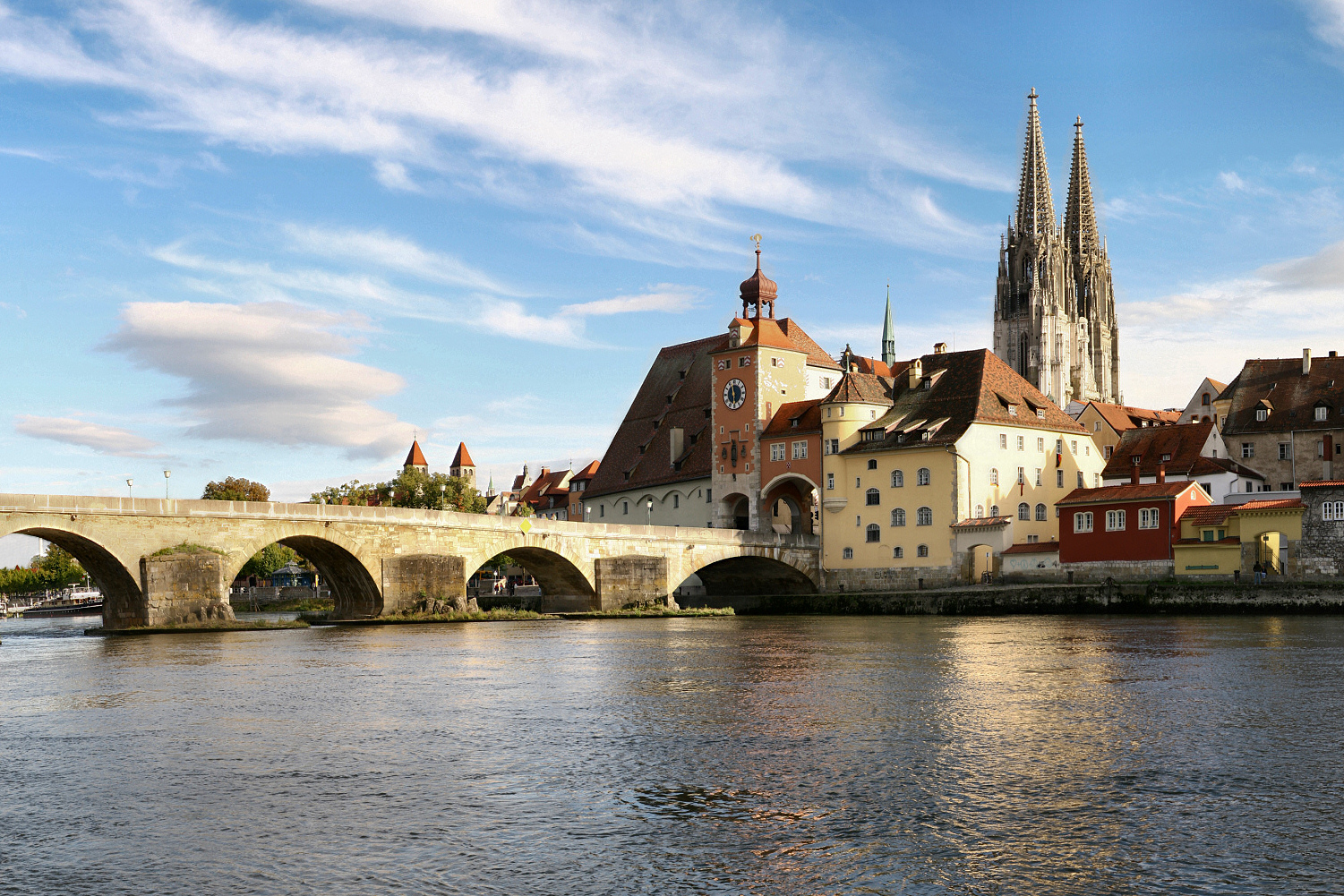
石橋と大聖堂

レーゲンスブルク（ドイツ語: Regensburg、バイエルン語:Rengschburg）は、ドイツ連邦共和国、バイエルン州に位置するオーバープファルツ行政管区の区都である。人口は約15万人（2021年）。ヨーロッパの歴史において政治・経済・文化の各方面で多くの影響を与えた都市である。中世初期にはすでに、「司教座の所在地、バイエルン大公の宮殿の所在地、そしてルートヴィヒ・ドイツ王（ルートヴィヒ1世）及びアルヌルフ・フォン・ケルンテンの下では東フランク王権の重要な『所在地 sedes』である」。神聖ローマ帝国の時代、16世紀半ばからは頻繁に帝国議会が、1663年から1684年までは途中一度も閉会することなく「永久帝国議会」（Immerwährender Reichstag）がこの市で開催された。
レーゲンスブルクのザンクト・エメラム修道院は代々皇帝特別主席代理を務め、ヨーロッパの郵便事業などを独占的に取り仕切ったトゥルン・ウント・タクシス家の居所である。
2006年の第30回世界遺産委員会で、旧市街地が世界遺産レーゲンスブルクの旧市街とシュタットアムホーフとして登録された。ドナウ川とレーゲン川の合流近くに所在することから交通の要衝として栄え、BMWなどの自動車製造業やドイツテレコムなどの通信IT事業といった様々な企業の工場が置かれ、高い就業率となっている。

## 地勢・産業
バイエルン州東部、オーバープファルツの中心都市であり、ドナウ川とレーゲン川の合流近くに位置する。そのため、水上運輸の要所としての役割を果たしている。歴史的景観と穏やかな気候から夏の保養地としても多くの旅行客を集める。近隣の都市としては、南西約55キロメートルにインゴルシュタットが位置する。
産業
BMW、ゼネラル・エレクトリック、ヨーロッパ有数の大手エネルギー会社E.ONなど、数多くの工場が置かれて高い就業率となっている。

## 歴史

### 古代末期[4]
ローマ皇帝ウェスパシアヌスの時代、70年ごろ、今日の市内南部KumpfmühlのKönigsbergに小軍団（cohors）の宿営地（160 x 140 m）が建設されたが、その周辺には数百年来ケルト人が居住していた。集落名はRadaspona（772年の記録に残る）と思われる。このローマ軍の宿営地は、170年ごろマルコマンニ族により破壊された。
179年ごろ、マルクス・アウレリウス・アントニウスはドナウ川右岸、レーゲン川が合流する地点の近くに連隊（legio）の宿営地（540 x 450 m）を築かせた。この駐屯地はCastra Regina（レーゲン川沿いの要塞）と呼ばれ、3世紀には防御施設の強化がなされる。要塞に守られる形で民間のローマ人の集落も形成された。Castra Reginaがレーゲンスブルク市の名前のもととなっている。記録に残るドイツ語表記のもっとも古い形は、772年のReganespurchである。
6世紀になると、バイエルン族がこの地に移住してきて、535年ごろ、ローマ人の要塞のあったところにバイエルン大公の宮殿（Pfalz）を建設した。これは8世紀になると、カロリング家の王宮（Königspfalz）となる。

### 中世初期
伝説によれば、7世紀あるいは8世紀にガリア、おそらく北西フランス・ポワティエ出身の巡回司教（Wanderbischof）聖エメラム（Heiliger Emmeram）がバイエルンに招かれ、その大公（Herzog）の斡旋によりレーゲンスブルク司教となり、バイエルンでのキリスト教布教に努めたという。
早くから部族大公領バイエルン（Stammesherzogtum）の拠点であり、アギロルフィング家（Agilolfinger）はこの地に自領の中心的宮廷（Hauptpfalz）を置いた。739年、「ドイツ人の使徒」といわれるボニファティウスは大公オデローの支持を得て「バイエルンで、ザルツブルク、パッサウ、フライジング、レーゲンスブルクの四司教座を設置して教会組織を確立した」。788年、タシロ3世がカール大帝に屈服し、レーゲンスブルクに対する支配権はカロリング家に移行した。ルートヴィヒ1世はこの町に広壮雄大な教会を新設する際、石材の不足を補うために「町の城壁を壊させた」 が、「城壁の内部の空隙に、昔の人の遺骨を包んだ金が大量に見つかった」ので、この金で教会を飾った。その後、市は東フランク王国においてフランクフルトとともに傑出した地位を獲得し、カロリング朝廷の官房では「帝都」（civitas regia）という美称を与えられた。
フランク王国の統治下に入った後も政治・経済の中心として重要な役割を果たしており、大司教座聖堂などを通じてその繁栄をうかがうことができる。13世紀半ばに「帝国自由都市」としての特権を認められていた。
ルートヴィヒ2世（東フランク王）はこの地に頻繁に滞在するために旧コルンマルクト（Alter Kornmarkt）に新たな王宮を設置した。しかし、その半世紀後、アルヌルフ（東フランク王）は聖エメラム修道院内に「修道院宮」（Klosterpfalz）を作らせそこに滞在した。両王は頻繁に、長期にレーゲンスブルクを訪れた。カロリング家の一族の多くがこの地に葬られている。

### 中世盛期
カロリング朝期に、レーゲンスブルクは帝国南東部の政治的中心地として正方形の旧ローマ軍陣営敷地を越えて成長していた。920年ごろ、西側の新市区（Neustadt）が円形市壁内に組み入れられる。王の滞在する館（Pfalzen）はさらなる都市拡大の結晶化の決定的な核となり、南ドイツ経済の支配的的中心地への上昇の前提をつくりだした。通商関係は全方向に延びたが、重心は南方にあった。1000年以後、人気の高いイタリア産品を扱う、アルプス以北の最重要配給地となった。レーゲンスブルクの繁栄はヴェネツィアの繁栄と多方面で歩みをともにしていた。経済的繁栄は14世紀末まで続いた。その目覚ましい遺産が「石橋」（シュタイネルネ・ブリュッケ）、都市貴族邸宅の塔、大聖堂、市庁舎など高水準の建造物である。住民の出身は国際的で、中世盛期には人口約15,000人のドイツ有数の大都市となった。11世紀から形成されてきた東西の郊外市（Vorstädte）を13世紀末に編入し、市域を再び拡大したが、当時建造された市壁は18世紀末まで存続することになる。中世末期には市内に約12,000人が居住していた。
第3回十字軍においてフリードリヒ1世（バルバロッサ）率いる大軍勢はレーゲンスブルクに集結し、1189年5月11日、ドナウ川を下ってまずはウィーンを目指した。
通過貿易（Transithandel）での成功が市の繁栄の決定的な基礎であった。12世紀には社会的分化が顕著になり、市民の組織化が行われ、ホーエンシュタウフェン朝の政策に協力しつつ、1182年以降、自治の権限を徐々に拡大していく。獲得した一連の特権のうち決定的に重要であったのが、フィリップ・フォン・シュヴァーベンによる特権（1207年）とフリードリヒ2世による特権（1230年と1245年）である。こうしてバイエルン大公と司教は市内での支配的権力をほぼ失った。王・皇帝の賦与した特権が市の自由（Stadtfreiheit）の基礎となり、市民に市長、参事会会員を選ぶ権利を与えた。
1230年以降、都市裁判所（Stadtgericht）が置かれている。最古の市章（Stadtsiegel）は1211年に遡り、市官房（Stadtkanzlei）は1242年以降存在する。市の政治をリードしたのは商業経営都市貴族（Haldelspatriziat）で、カロリング朝以来ユダヤ人商人もその一部をなしていた。都市貴族は市を寡頭支配していた。ヴィッテルスバッハ家は自家の「大公領バイエルンの中心地」（Hauptort des Herzogtums Bayern）としていたレーゲンスブルクを領邦国家バイエルンの首都（Hauptstadt des Territorialstattes Bayern）とすることができなかった。中世末期には帝国に対して負担も貢租も忠誠の誓いも（weder Steuern oder sonstige Abgaben noch die Huldigung）免除された7自由都市（sieben Freie Städte）のひとつとなる。

### 中世末期
通過貿易偏重、超域的産業の欠落、ヨーロッパ大陸における幹線商業路の移動、バイエルン大公による抑圧などの諸要因により、市は急激な衰退に向かう。市の存在は、ニュルンベルクやアウクスブルクの繁栄の陰に隠れ、人口においても両市に追い抜かれる。都市貴族は市を去り、レーゲンスブルク市は1486年、自発的にヴィッテルスバッハ家・バイエルン大公の領邦君主権の下に入る。1490年、ドナウを船で下るマクシミリアン帝は、配下の楽隊に命じて、皇帝側を離れて大公側に接近するレーゲンスブルクに向けて、「哀れなるユダ」を奏さしめたという逸話がある。しかし、ハプスブルク家のフリードリヒ3世とマクシミリアン1世は1492年以降、市の帝国への復帰を強制する。マクシミリアンはこれまでの「自由都市」（Freistadt）レーゲンスブルクを「皇帝の都市」（kaiserliche Stadt）にする。この状態は1555年まで継続することになる。一方、ドナウ川北岸にバイエルンが皇帝家に対抗して建設したシュタットアムホーフ（Stadtamhof）は市に昇格される。レーゲンスブルクは16世紀以降、改めて頻繁に帝国会議が開催される南東ドイツ唯一の帝国都市となったが、市の人口減少により会議出席者のための宿泊・物資供給能力が残されたこともその一因である。
レーゲンスブルクは帝国会議（Reichsversammlungen von Regensburg）の開催地としても重要な場所であった。帝国会議は788年、カール大帝のもとに始まり、13世紀半ばまで続いたが、レーゲンスブルクでは約60回開催されている。ホーエンシュタウフェン朝時代には特にその頻度が高く、18回の開催を数えている。会議に招集された聖俗貴顕の宿泊のために、10世紀末以降、アルター・コルンマルクトの王宮（Pfalz am Alten Kornmarkt）の周囲に館（Hof, Höfe）が用意された。1155年にはフリードリヒ1世（バルバロッサ）がヴェルフェン家のハインリヒ獅子公とバーベンベルク家のハインリヒとの間に起きた、バイエルン大公領をめぐる争いの調停を試みた。1180年の会議では、シュタウフェン家のライバルヴェルフェン家のハインリヒ獅子公に致命的な帝国追放が決められた。帝国とトルコとの関係が重要になった15世紀には、1454年の会議に、十字軍思想の鼓吹者ブルゴーニュ公フィリップ3世（「善良公」）も参加し、1471年の会議では「トルコ税」の声明が出されている。　
レーゲンスブルクは修道院の多い都市であった。宗教改革の始まる1525年の記録では、修道院に居住しない230人の聖職者（Weltgeistliche）、66人の男性修道士（Mönche）、85人の女性修道士（Nonnen）がいた。この数字は市の人口の約3％にあたる。中世にはそれを超える人数であったとみられる。3つの宗教施設がReichsstandschaft（帝国身分）を獲得し、市の支配構造を複雑化させた。最も重要な修道院は、ベネディクト教団の聖エメラム修道院で、700年ごろに同聖者の墓所の地に建設されたものである。同聖者がバイエルン大公領とカロリング王家の守護聖人とされ、修道院は両家によって保護された。修道院長は973年までレーゲンスブルク司教を兼ねていた。
その後、ゴルツェ（Gorze）の改革の一環としてBischofshof（司教廷）とDomkloster（大聖堂修道院）が分離し、両者は激しく対立するようになる。修道院側の目標は、司教権力の介入の排除と帝国直属（Reichsunmittelbarkeit）の獲得で、後者の目標は1295年、アドルフ・フォン・ナッサウによって承認される。以後、聖エメラム修道院は帝国修道院（Reichsstift）となる。聖エメラム修道院と似た特別の地位を獲得したのは、オーバーミュンスター（Obermünster）とニーダーミュンスター（Niedermünster）である。両者は、市域に計画的に配置、設立された修道院として出発し、後に司教座教会参事会律院（Kanonissenstift）に変えられた。ニーダーミュンスターはハインリヒ2世によって、オーバーミュンスターはコンラート2世によって帝国直属（Reichsunmittelbarkeit）を認められた。
1000年ごろからさらに多くの修道院が設立された。ゴルツェ改革による聖パウル修道院設立をはじめとして、修道院改革によって無数の修道院がレーゲンスブルクに建設された。中世に創設された修道院ないし律院のうち、後代の世俗化（Säkularisation）を乗り越えて現在も存続しているのは3つの施設のみである。なお、歴代のレーゲンスブルク司教のなかには、王権を支える尚書長官（Erzkanzler）として政治面で活躍した人物も、宗教面で傑出した人物ゆえに聖人（列聖）あるいは福者とされた（列福）司教もいる。

### 近代以降
中世以来、神聖ローマ帝国の帝国議会（Reichstag）はしばしば、とくに16世紀半ばからはきわめて頻繁にこの地で開催された。そして、1663年から1684年までは、途中一度も閉会することのなかった「永久帝国議会」（Immerwährender Reichstag）がこの市で催された。1654年にレーゲンスブルクでなされた「最終帝国議会決議」は、正規の帝国議会における決議としては最後のものであった。
三十年戦争において、快進撃を続けていたスウェーデン王グスタフ・アドルフの戦死の後、その軍の指揮は傭兵隊長ベルンハルトが執った。彼は1633年11月に「バイエルン領内に進攻する。皇帝は直ちにヴァレンシュタインに反撃を命じるが、彼はボヘミヤを一歩も動かない。おかげでベルンハルトは易々とレーゲンスブルクに入城でき」、領内を荒らした。
1803年の帝国代表者会議主要決議によって独立を失い、マインツの代わりとしてマインツ大司教で神聖ローマ帝国の宰相であったカール・フォン・ダールベルクに引き渡された。カールは街を近代化させ、プロテスタントとカトリック教徒に同じ権利を与えて慕われた。1810年にバイエルン王国に引き渡され、カールはフルダに移った。1809年4月19日から4月23日までオーストリア軍とフランス軍が交戦し、街に大きな被害が出た。第二次世界大戦中にはドイツ軍の第8軍管区本部が置かれたが、連合軍の空襲は小規模で、多くの歴史的建造物は破壊されずに残った。

## 文化
12世紀後期、レーゲンスブルク城伯（Burggraf von Regensburg）は「婦人の愛の告白が重きをなす」（高津）ミンネザングを歌った。
ハイト広場（Haidplatz）にあった旅館（der ehemalige Gasthof）「金の十字架亭」（Zum Goldenen Kreuz）にはかつて王侯貴族が投宿した。最も高貴な滞在者は、神聖ローマ皇帝カール5世（スペイン王カルロス1世）で、この皇帝はレーゲンスブルク市民の娘バルバラ・ブロムベルク（Barbara Blomberg）を寵愛し、庶子ヘロニモ（後のドン・フアン・デ・アウストリア、1547年2月24日生まれ）を儲けている 。
1630年、この地で天文学者のケプラーが没している。
この街で「マクデブルクの半球」と呼ばれる真空実験が行われた（実験者ゲーリケがマクデブルクの市長であったため、この名で呼ばれる）。
モーツァルトの歌劇魔笛の台本を書いたエマヌエル・シカネーダー（Emanuel Schikaneder, 1751年9月1日 - 1812年9月21日）はこの市の出身である。作曲家ヨハン・ブルグミュラー、ノルベルト・ブルグミュラー兄弟の出身地でもある。また、ベネディクト16世の出身地でもある。

2006年、市の中心部に当たる旧市街と対岸の地区が「レーゲンスブルクの旧市街とシュタットアムホーフ」としてユネスコの世界遺産に登録された。
- レーゲンスブルク大聖堂
- レーゲンスブルク大聖堂(後部)
- ノイプファル広場
- レーゲンスブルク(夜間)

### スポーツ
2. ブンデスリーガに所属しているSSVヤーン・レーゲンスブルクが本拠地を構えている。

## 友好都市
- アバディーン、スコットランド
- ブレッサノーネ、イタリア
- クレルモン＝フェラン、フランス
- ピルゼン、チェコ
- テンピ、アメリカ合衆国
- オデッサ、ウクライナ
- ブダヴァール、ハンガリー
- チンタオ、中国